# Halectinosoma angulifrons
Halectinosoma angulifrons är en kräftdjursart som först beskrevs av Georg Ossian Sars 1919.  Halectinosoma angulifrons ingår i släktet Halectinosoma och familjen Ectinosomatidae. Arten har ej påträffats i Sverige. Inga underarter finns listade i Catalogue of Life.